# Hønefoss BK
Hønefoss Ballklubb er en fodboldklub fra Hønefoss i Ringerike kommune i Buskerud, som har hjemmebane på AKA Arena.
Klubben deltog i Tippeligaen 2010, men rykkede ned i 1. division efter at have tabt i kvalifikationsturneringen til Fredrikstad. 2010 var første gang klubben spillede i den øverste norske liga. I 2011 vandt klubben 1.division og rykkede op i Tippeligaen, hvor klubben stadig er repræsenteret. I dag spiller Hønefoss i 3. divisjon.

## Historie
Klubben er opstået ved fusion af flere tidligere fodbold- og idrætskluber:
- IF Liv som blev stiftet 4. februar 1895.
- Fossekallen IF, som fik sit navn 28. marts 1909 efter at Skiklubben Halden (stiftet 15. april 1908) skiftede navn.
- Fossekallen blev i 1940 slået sammen med Hønefoss AIL.
- I 1987 blev klubberne IF Liv og Fossekallen slået sammen til Liv/Fossekallen.
- Klubben fik i 1997 navnet L/F Hønefoss, og i 2002 blev navnet igen ændret til nuværende Hønefoss BK.

I 1998 rykkede L/F Hønefoss op i 1. division. Publikumsrekorden i Hønefoss Idrettspark er 3773, og blev sat 22. august 2005 i en cupkamp mod Hamarkameratene.
Hønefoss Ballklubb har i dag to supportklubber, og en ultras-gruppering.
Supportklubberne hedder Fosseberget,- som er klubbens største, og 1895.
Ultras-grupperingen hedder Hønefoss Elite.
18. juli 2007 blev det besluttet at bygge et nyt stadion; dette stod færdigt i 2009. Det er godkendt til 3500 tilskuere, men siden området kun er reguleret til 3000, må HBK ansøge kommunen om dispensation når antallet af tilskuere er over 3000.
I januar 2008 blev Ole Bjørn Sundgot ansat som ny cheftræner for klubben. I sin anden sæson med Sundgot som træner nåede HBK andenpladsen i 1. division, og sikrede sig oprykning til Tippeligaen. 